# Vernamiège
Vernamiège is een plaats en voormalige gemeente in het Zwitserse kanton Wallis, en maakt sinds 1 januari 2011 deel uit van de gemeente Mont-Noble in het district Hérens.